# مجزرة عائلة أبو صافي (5 ديسمبر 2023)
مجزرة عائلة أبو صافي (5 ديسمبر 2023) هي مجزرةٌ ارتكبها سلاح الجوّ الإسرائيلي حينما أغارَ على منزل يتبع لعائلة أبو صافي. وخلال يوم الثلاثاء الموافق 5 ديسمبر 2023 قام سلاح الجو بشن سلسلة غارات على شارع ابو هولي شرق جنوب مدينة دير البلح، واستهدفت هذه الغارات منزل سكني يعيش به كافة أفراد عائلة أبو صافي. هذه المجزرة من ضمن عدة مجازر وقعت خلال عملية طوفان الأقصى. تسبّبت هذه المجزرة الإسرائيليّة والتي استهدفت منزل عائلة أبو صافي إلى استشهاد أكثر من 49 شهيدًا بالإضافة لوجود العشرات من الإصابات جراء إطلاق قذائف مدفعية على المواطنين الذين حاولو انتشال شهداء العائلة.

## خلفية الحدث
في ساعاتِ الصباح الأولى من يوم السابع من أكتوبر 2023 أطلقت حركة المقاومة الإسلامية حماس عبر ذراعها العسكري كتائب الشهيد عز الدين القسام عملية طوفان الأقصى وذلك ردًا على الاعتداءات الإسرائيلية وتدنيس الأقصى والاستمرار في الاستيطان، كما أكّد على ذلك محمد الضيف القائد العام للقسّام والذي أعطى إشارة انطلاق العمليّة التي شهدت اقتحامًا من المقاومين لمستوطنات غلاف غزة ونجحوا في قتلِ عدد كبيرٍ من الجنود الإسرائيلين، وأسر عشرات آخرين كما استطاعوا خلال ساعات قطع عشرات الكيلومترات ووصلوا لمستوطنات أبعد من تلك المحيطة والقريبة من قطاع غزة.
استمرَّت الاشتباكات بين الجيش الإسرائيلي وبين المقاومين في عديد من المستوطنات وعلى رأسها مستوطنة سديروت. الرد الإسرائيلي على هذه العمليّة جاء من خلال شنّ سلاح الجو الإسرائيلي عشرات الغارات العشوائيّة على القطاع متسبّبة في مقتل عشرات المدنيين وتدمير البنية التحتية لمدن القطاع، ليصل حد فرض إغلاق شامل وقطع متعمد لكل الخدمات من ماء وكهرباء وغاز، وهو ما هدَّد حياة أكثر من مليونَي فلسطيني يعيشُ داخل القطاع الذي يُعاني أصلًا من تبعات الحصار الخانق عليهم منذ ستة عشر عاماً.
وفي مساء يوم 27 أكتوبر/تشرين الأول، أعلن جيش الاحتلال الإسرائيلي بدء الهجوم بري على قطاع غزة من خلال بدء التوغل في بلدة بيت حانون ومخيم البريج. حدث الهجوم وسط سلسلة من الغارات الجوية الإسرائيلية واسعة النطاق التي أدت إلى قطع الاتصالات المتنقلة والوصول إلى الإنترنت في غزة.
وبتاريخ 24 نوفمبر 2023 تم وقف إطلاق النار بين المقاومة الفلسطينية وإسرائيل، وهو وقف إطلاق نار مؤقت جرى في الحرب الدائرة بين فصائل المقاومة الفلسطينية في غزة وإسرائيل. وبتاريخ 2 ديسمبر انتهت الهدنة، وخلال ساعات إنتهاء الهدنة الأولى قام سلاح الطيران الإسرائيلي بشن هجمات صاروخية مكثفة على كافة أنحاء القطاع مع التركيز على المنطقة الجنوبية لقطاع غزة.

## الضحايا
1. سنيورة أبو صافي
2. محمد رشاد أبو صافي

عائلة يوسف رشاد أبو صافي
1. يوسف رشاد أبو صافي
2. ألفت فؤاد أبو صافي
3. بتول يوسف رشاد أبو صافي
4. سنيورة يوسف رشاد أبو صافي
5. يمنى يوسف رشاد أبو صافي
6. رشا يوسف رشاد أبو صافي
7. ريتال يوسف رشاد أبو صافي
8. دانيا يوسف رشاد أبو صافي
9. حور يوسف رشاد أبو صافي
10. حسن يوسف رشاد أبو صافي
11. محمد يوسف رشاد أبو صافي
12. قيس يوسف رشاد أبو صافي

عائلة أحمد رشاد أبو صافي
1. أحمد رشاد أبو صافي
2. يسرى أبو صافي
3. تيسير أحمد رشاد أبو صافي
4. كاتيا أحمد رشاد أبو صافي
5. جوليا أحمد رشاد أبو صافي
6. يحيى أحمد رشاد أبو صافي

عائلة تيسير رشاد أبو صافي
1. تيسير رشاد أبو صافي
2. هند فؤاد أبو صافي
3. رشاد تيسير رشاد أبو صافي
4. محمد تيسير رشاد أبو صافي
5. حسن تيسير رشاد أبو صافي
6. دعاء تيسير رشاد أبو صافي

عائلة يحيى رشاد أبو صافي
1. يحيى رشاد أبو صافي
2. إمتياز أبو صافي
3. محمد يحيى رشاد أبو صافي
4. موسى يحيى رشاد أبو صافي
5. رشاد يحيى رشاد أبو صافي
6. إسراء يحيى رشاد أبو صافي
7. لقاء يحيى رشاد أبو صافي
8. هبة يحيى رشاد أبو صافي
9. جنى يحيى رشاد أبو صافي
10. سنيورة يحيى رشاد أبو صافي

عائلة مصطفى فؤاد أبو صافي
1. مصطفى فؤاد أبو صافي
2. إيمان رشاد أبو صافي
3. إعتدال مصطفى فؤاد أبو صافي
4. تيسير مصطفى فؤاد أبو صافي
5. محمد مصطفى فؤاد أبو صافي

عائلة أكرم فؤاد أبو صافي
1. أكرم فؤاد أبو صافي
2. وفاء أبو صافي
3. مريم أكرم فؤاد أبو صافي
4. تالا أكرم فؤاد أبو صافي
5. سارة أكرم فؤاد أبو صافي
6. زينة أكرم فؤاد أبو صافي
7. محمد أكرم فؤاد أبو صافي
8. فؤاد أكرم فؤاد أبو صافي